# Středopravice
Středopravice nebo pravý střed je politický směr, určující politickou ideologii, která se nachází mezi pravicí a středem. Ke středopravici se hlásí liberálněkonzervativní, ekonomicky i společensky liberální protisocialistické strany i mírně pravicové (sociálně-konzervativní).

## Středopravicové strany
(výběr)

### Česko
- Křesťanská a demokratická unie – Československá strana lidová
- TOP 09
- Občanská demokratická strana
- SNK Evropští demokraté
- Starostové a nezávislí
- ANO 2011

### Svět
- Svobodná demokratická strana(Německo)
- Lidová strana (Rakousko)
- Křesťanskodemokratická unie Německa
- Občanská platforma (Polsko)
- Les Républicains, dříve UMP (Francie)
- Konzervativní strana (Spojené království)
- Svaz pravicových sil (Rusko)
- Nová demokracie (Řecko)
- Umírněná strana (Švédsko)